# Андерсон, Анни
Анни Андерсон (Шанталь Андерсон; 1939—1970) — французская актриса.

## Биография
Родилась 20 марта 1939 года в Париже.
Красавицу-блондинку Анни Андерсон для кинематографа открыл король французского костюмного кино режиссёр Андре Юнебель.
Её дебют состоялся в 16-летнем возрасте. Актриса сыграла роли в его пяти фильмах.

## Роли в кино
- 1956 — «La Mariée est trop bell»[2] — «Невеста слишком красива» (реж. Пьер Гаспар)
- 1959 — «Устройте бойню» — «Arrêtez le massacre»[3] — реж. Андре Юнебель с Жаном Ришаром
- 1960 — «Капитан»
- 1961 — «Тайны бургундского двора» с Жаном Марэ и Розанной Скьяффино
- 1965 — «Вампир из Дюссельдорфа» с Робертом Оссейном Оссейн, Робер
- 1965 — «Ярость в Байя из-за агента OSS 117»

В 1969 году сыграла в телесериале «The Corbett Follies».
Покончила жизнь самоубийством, повесившись в парижской квартире 5 марта 1970 года. Она покоится на кладбище Сен-Жан-де-Сен-Кантен (Эна) Saint-Jean de Saint-Quentin (Aisne).